# Das Reich der Lichter
Das Reich der Lichter (französisch L’Empire des lumières) oder auch Die Herrschaft des Lichts betitelt eine Serie von Ölgemälden und Gouachen des belgischen Surrealisten René Magritte. Die bekanntesten Werke des Sujets stammen aus den Jahren 1949 bis 1964.

## Beschreibung
Die Gemäldeserie, von der es zahlreiche Versionen gibt, stellt jeweils ein vermeintliches Nachtstück dar, das in naturalistischer Manier gemalt ist. Es zeigt die abendliche oder nächtliche Szenerie einer Straße mit einem Haus, dessen Fenster im oberen Stockwerk erleuchtet sind. Direkt vor dem Gebäude, in der unteren Mitte des Gemäldes, befindet sich eine Straßenlaterne, deren Lichtstrahlen auf die weiß verputzte Hauswand mit grünen Fensterläden fallen. Hinter dem Haus reiht sich ein dunkles Waldstück an. Auf der linken Seite, vor dem Gebäude, steht ein großer Baum, der das Bild dominiert. In einer früheren, querformatigen Fassung des Gemäldes von 1950 sieht man eine Häuserzeile und an der Stelle des Baumes im Hintergrund einen quadratischen Turm. Die stets nächtliche Stimmung, in dunkler Farbpalette gehalten, wird von einem mittäglich pastell-blauen Sommerhimmel mit weißen Cumulus-Wolken kontrastiert, der das Motiv ad absurdum führt. In weiteren Versionen des Bildes befindet sich im Vordergrund ein See, der das Haus mit der Laterne widerspiegelt. Die Gemälde sind jeweils rechts unten, sowie auf der Rückseite, mit „Magritte“ signiert.

## Hintergrund
Magritte sagte, er verdanke den Titel dem befreundeten Dichter Paul Nougé (1895–1967), der ebenfalls zu den belgischen Surrealisten zählte:

„Im Reich der Lichter habe ich verschiedene Vorstellungen wiedergegeben, nämlich eine nächtliche Landschaft und einen Himmel, wie wir ihn am Tage sehen. Die Landschaft lässt an Nacht und der Himmel an Tag denken. Ich finde diese Gleichzeitigkeit von Tag und Nacht hat die Kraft zu überraschen und zu bezaubern. Ich nenne diese Kraft Poesie.“

## Provenienz
Es existieren zahlreiche Ausführungen des Werkes gleichen Titels von Magritte, der sich bis zu seinem Lebensende mit dem Sujet auseinandersetzte. Die drei bekanntesten Gemälde, die in den Jahren 1949 bis 1964 entstanden sind, befinden sich derzeit im Museum of Modern Art, in der Peggy Guggenheim Collection, sowie in den Königlichen Museen der Schönen Künste in Brüssel. Des Weiteren fertigte Magritte Gouachen des Motivs. Das Gemälde in den Königlichen Museen der Schönen Künste in Brüssel wurde direkt vom Künstler erworben. Eine weitere Version des Motivs erwarb das Sammlerpaar Anne-Marie und Roland Gillion Crowet. Dieses Gemälde wurde am 2. März 2022 für 59,4 Millionen Pfund Sterling im Londoner Auktionshaus Sotheby’s an einen unbekannten Bieter versteigert. Eine weitere Gemäldeversion von 1954 aus dem Besitz der Designerin Mica Ertegun wurde am 19. November 2024 in der New Yorker Filiale des Auktionshauses Christie’s versteigert. Für 121,2 Millionen US-Dollar ging das Bild an einen unbekannten Käufer. Es war der bisher höchste bekannte Kaufpreis für ein Gemälde von Magritte sowie für ein surrealistisches Bild insgesamt.

## Abbildungen
1. ↑  René Magritte: The Empire of Light, II, Öl auf Leinwand, 78,8 × 99,1 cm, 1950, Sammlung Museum of Modern Art
2. ↑  René Magritte: Das Reich der Lichter, Öl auf Leinwand, 146 × 114 cm, 1954, Königliche Museen der Schönen Künste, Brüssel